# Japan Open Tennis Championships 2006 - Qualificazioni singolare maschile
Le qualificazioni del singolare maschile del Japan Open Tennis Championships 2006 sono state un torneo di tennis preliminare per accedere alla fase finale della manifestazione. I vincitori dell'ultimo turno sono entrati di diritto nel tabellone principale. In caso di ritiro di uno o più giocatori aventi diritto a questi sono subentrati i lucky loser, ossia i giocatori che hanno perso nell'ultimo turno ma che avevano una classifica più alta rispetto agli altri partecipanti che avevano comunque perso nel turno finale.
Le qualificazioni del torneo Japan Open Tennis Championships  2006 prevedevano 24 partecipanti di cui 6 sono entrati nel tabellone principale.

## Teste di serie
1. Lu Yen-hsun (Qualificato)
2. George Bastl (primo turno)
3. Lars Burgsmüller (ultimo turno)
4. Wayne Arthurs (Qualificato)
5. Marin Čilić (Qualificato)
6. Benjamin Balleret (ultimo turno)

1. Viktor Troicki (Qualificato)
2. Mikhail Ledovskikh (primo turno)
3. Ti Chen (Qualificato)
4. Dmitrij Sitak (primo turno)
5. Kyu-Tae Im (primo turno)
6. Tetsuya Chaen (primo turno)

## Qualificati
1. Lu Yen-hsun
2. Tetsuya Chaen
3. Ti Chen

1. Wayne Arthurs
2. Marin Čilić
3. Viktor Troicki

## Tabellone

### Legenda
| - Q = Qualificato - WC = Wild card - LL = Lucky loser | - ALT = Alternate - SE = Special Exempt - PR = Protected Ranking | - w/o = Walkover - r = Ritirato - d = Squalificato |

### Sezione 1
|  | Primo turno | Primo turno         | Primo turno         | Primo turno | Primo turno |  |  | Ultimo turno | Ultimo turno     | Ultimo turno     | Ultimo turno | Ultimo turno |  |
|  |             |                     |                     |             |             |  |  |              |                  |                  |              |              |  |
|  | 1           | Lu Yen-hsun         | Lu Yen-hsun         | 6           | 6           |  |  |              |                  |                  |              |              |  |
|  |             | Sebastian Rieschick | Sebastian Rieschick | 1           | 2           |  |  | 1            | Lu Yen-hsun      | Lu Yen-hsun      | 6            | 6            |  |
|  |             | Takahiro Terachi    | Takahiro Terachi    | 6           | 6           |  |  |              | Takahiro Terachi | Takahiro Terachi | 4            | 3            |  |
|  | 8           | Mikhail Ledovskikh  | Mikhail Ledovskikh  | 1           | 1           |  |  |              |                  |                  |              |              |  |

### Sezione 2
|  | Primo turno | Primo turno   | Primo turno   | Primo turno   | Primo turno |  |  | Ultimo turno  | Ultimo turno  | Ultimo turno  | Ultimo turno | Ultimo turno |  |
|  |             |               |               |               |             |  |  |               |               |               |              |              |  |
|  |             | Yūichi Sugita | 6             | 2             | 7           |  |  |               |               |               |              |              |  |
|  | 2           | George Bastl  | 3             | 6             | 5           |  |  | Yūichi Sugita | Yūichi Sugita | Yūichi Sugita | 2            | 4            |  |
|  |             | Tetsuya Chaen | Tetsuya Chaen | Tetsuya Chaen | 4           |  |  | Tetsuya Chaen | Tetsuya Chaen | Tetsuya Chaen | 6            | 6            |  |
|  | 12          | Phillip King  | Phillip King  | Phillip King  | 1r          |  |  |               |               |               |              |              |  |

### Sezione 3
|  | Primo turno | Primo turno      | Primo turno      | Primo turno | Primo turno |  |  | Ultimo turno | Ultimo turno     | Ultimo turno | Ultimo turno | Ultimo turno |  |
|  |             |                  |                  |             |             |  |  |              |                  |              |              |              |  |
|  | 3           | Lars Burgsmüller | Lars Burgsmüller | 6           | 6           |  |  |              |                  |              |              |              |  |
|  |             | Kento Takeuchi   | Kento Takeuchi   | 2           | 4           |  |  | 3            | Lars Burgsmüller | 7            | 2            | 4            |  |
|  | 9           | Ti Chen          | Ti Chen          | 6           | 6           |  |  | 9            | Ti Chen          | 64           | 6            | 6            |  |
|  |             | Takahiro Ittogi  | Takahiro Ittogi  | 4           | 0           |  |  |              |                  |              |              |              |  |

### Sezione 4
|  | Primo turno | Primo turno       | Primo turno   | Primo turno | Primo turno |  |  | Ultimo turno | Ultimo turno  | Ultimo turno  | Ultimo turno | Ultimo turno |  |
|  |             |                   |               |             |             |  |  |              |               |               |              |              |  |
|  | 4           | Wayne Arthurs     | Wayne Arthurs | 6           | 6           |  |  |              |               |               |              |              |  |
|  |             | Tasuku Iwami      | Tasuku Iwami  | 3           | 4           |  |  | 4            | Wayne Arthurs | Wayne Arthurs | 6            | 6            |  |
|  |             | Dmitrij Sitak     | 3             | 6           | 6           |  |  |              | Dmitrij Sitak | Dmitrij Sitak | 3            | 4            |  |
|  | 10          | Norikazu Sugiyama | 6             | 3           | 2           |  |  |              |               |               |              |              |  |

### Sezione 5
|  | Primo turno | Primo turno        | Primo turno        | Primo turno | Primo turno |  |  | Ultimo turno | Ultimo turno | Ultimo turno | Ultimo turno | Ultimo turno |  |
|  |             |                    |                    |             |             |  |  |              |              |              |              |              |  |
|  | 5           | Marin Čilić        | Marin Čilić        | 7           | 6           |  |  |              |              |              |              |              |  |
|  |             | Matthias Bachinger | Matthias Bachinger | 5           | 3           |  |  | 5            | Marin Čilić  | Marin Čilić  | 7            | 6            |  |
|  |             | Kyu-Tae Im         | 4                  | 7           | 6           |  |  |              | Kyu-Tae Im   | Kyu-Tae Im   | 5            | 2            |  |
|  | 11          | Toshihide Matsui   | 6                  | 68          | 1           |  |  |              |              |              |              |              |  |

### Sezione 6
|  | Primo turno | Primo turno       | Primo turno       | Primo turno | Primo turno |  |  | Ultimo turno | Ultimo turno      | Ultimo turno | Ultimo turno | Ultimo turno |  |
|  |             |                   |                   |             |             |  |  |              |                   |              |              |              |  |
|  | 6           | Benjamin Balleret | Benjamin Balleret | 6           | 6           |  |  |              |                   |              |              |              |  |
|  |             | Jun Woong-sun     | Jun Woong-sun     | 2           | 1           |  |  | 6            | Benjamin Balleret | 5            | 6            | 1            |  |
|  | 7           | Viktor Troicki    | 5                 | 6           | 6           |  |  | 7            | Viktor Troicki    | 7            | 3            | 6            |  |
|  |             | Oh-Hee Kwon       | 7                 | 3           | 2           |  |  |              |                   |              |              |              |  |